# Emilio Canevari
Emilio Canevari, italijanski general, * 1892, † 1966.